# Знаменский сельсовет (Новосибирская область)
Знаменский сельсовет — сельское поселение в Карасукском районе Новосибирской области Российской Федерации.
Административный центр — посёлок Поповка.

## История
Статус и границы сельского поселения установлены Законом Новосибирской области от 2 июня 2004 года № 200-ОЗ «О статусе и границах муниципальных образований Новосибирской области»

## Население
| 2002 | 2010 | 2012 | 2013 | 2014 | 2015 | 2016 |
| ---- | ---- | ---- | ---- | ---- | ---- | ---- |
| 1105 | ↘980 | ↘950 | →950 | ↘939 | ↘918 | ↘915 |
| 2017 | 2018 | 2019 | 2020 | 2021 |      |      |
| ↗919 | ↘905 | ↘894 | ↘867 | ↘866 |      |      |

## Состав сельского поселения
| № | Населённый пункт | Тип населённого пункта          | Население |
| - | ---------------- | ------------------------------- | --------- |
| 1 | Кусган           | железнодорожный разъезд         | ↘10       |
| 2 | Осиновка         | посёлок                         | ↘141      |
| 3 | Поповка          | посёлок, административный центр | ↘803      |
| 4 | Пучинное         | посёлок                         | ↘26       |

### Упразднённые населённые пункты
- Знаменка — упразднённый в 1977 году посёлок.
- Озёрное —  упразднённый в 1981 году посёлок.